# Anna av Montenegro
Anna av Montenegro, född 1874, död 1971, var en montenegrinsk prinsessa.
Hon var dotter till Nikola I av Montenegro och Milena Vukotić. Hon gifte sig 1897 med officeren prins Franz Josef av Battenberg. Paret var barnlöst men lyckligt. De tillbringade större delen av sitt liv i Schweiz. Anna utgav anonymt ett antal framgångsrika kompositioner.